# Gwangjong av Goryeo
Gwangjong av Goryeo, född 925, död 975, var en koreansk monark. Han var kung av Korea mellan 949 och 975. 